# De Spitkeet
De Spitkeet is een openluchtmuseum en themapark in Harkema in de Nederlandse provincie Friesland. Het laat zien hoe mensen vroeger leefden in de streek rondom Harkema, de Friese Wouden.
Het Jelle Damhuis is een van de twee overgebleven arbeiderswoningen van de 22 woningen die in 1912 gebouwd zijn. Toen deze woningen eind jaren 1980 gesloopt werden ontstond het plan om de laatste woning te behouden in de vorm van een museum. De spitkeet (plaggenhut) bevindt zich sinds 1964 op het armenkerkhof.

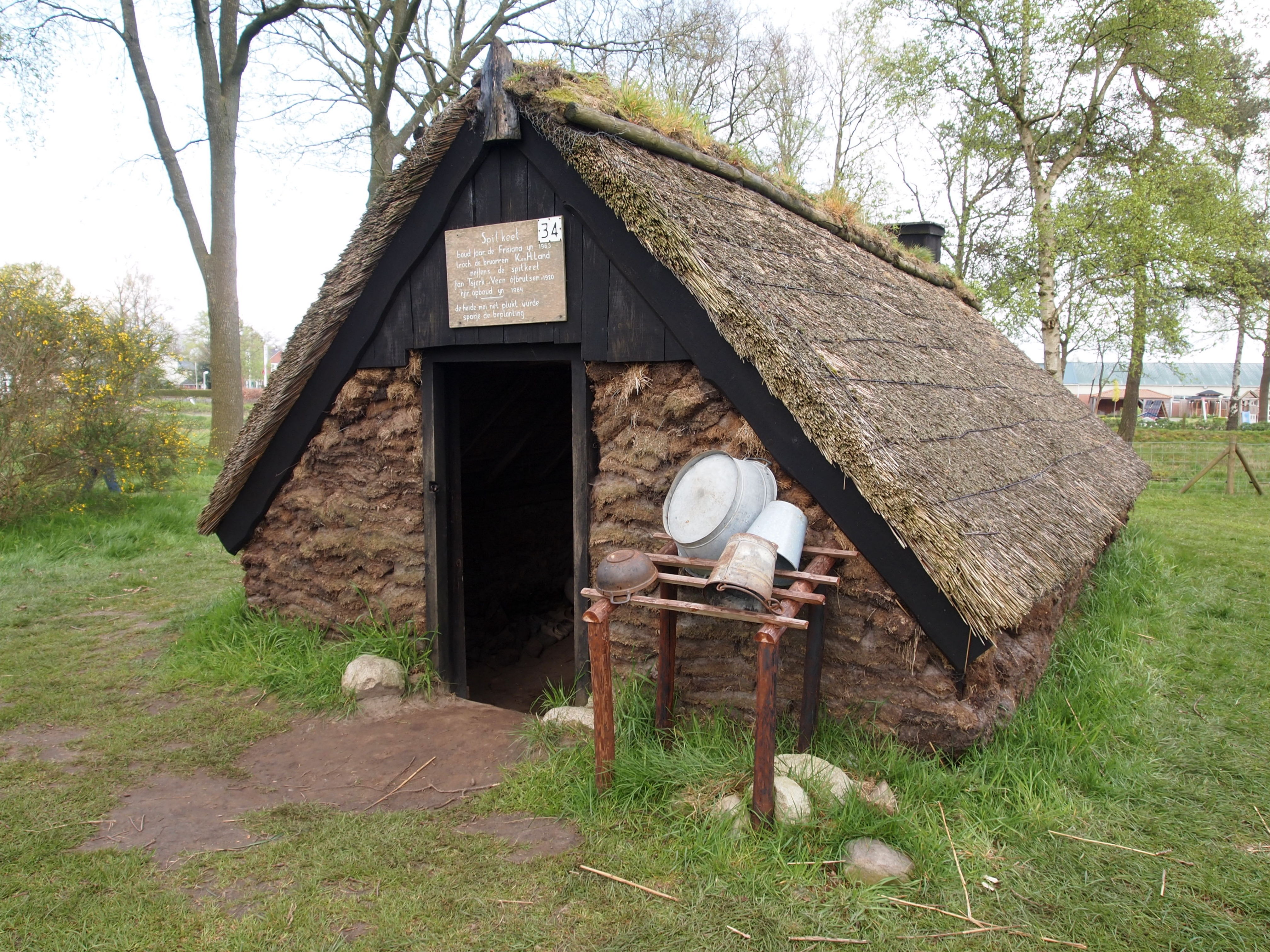
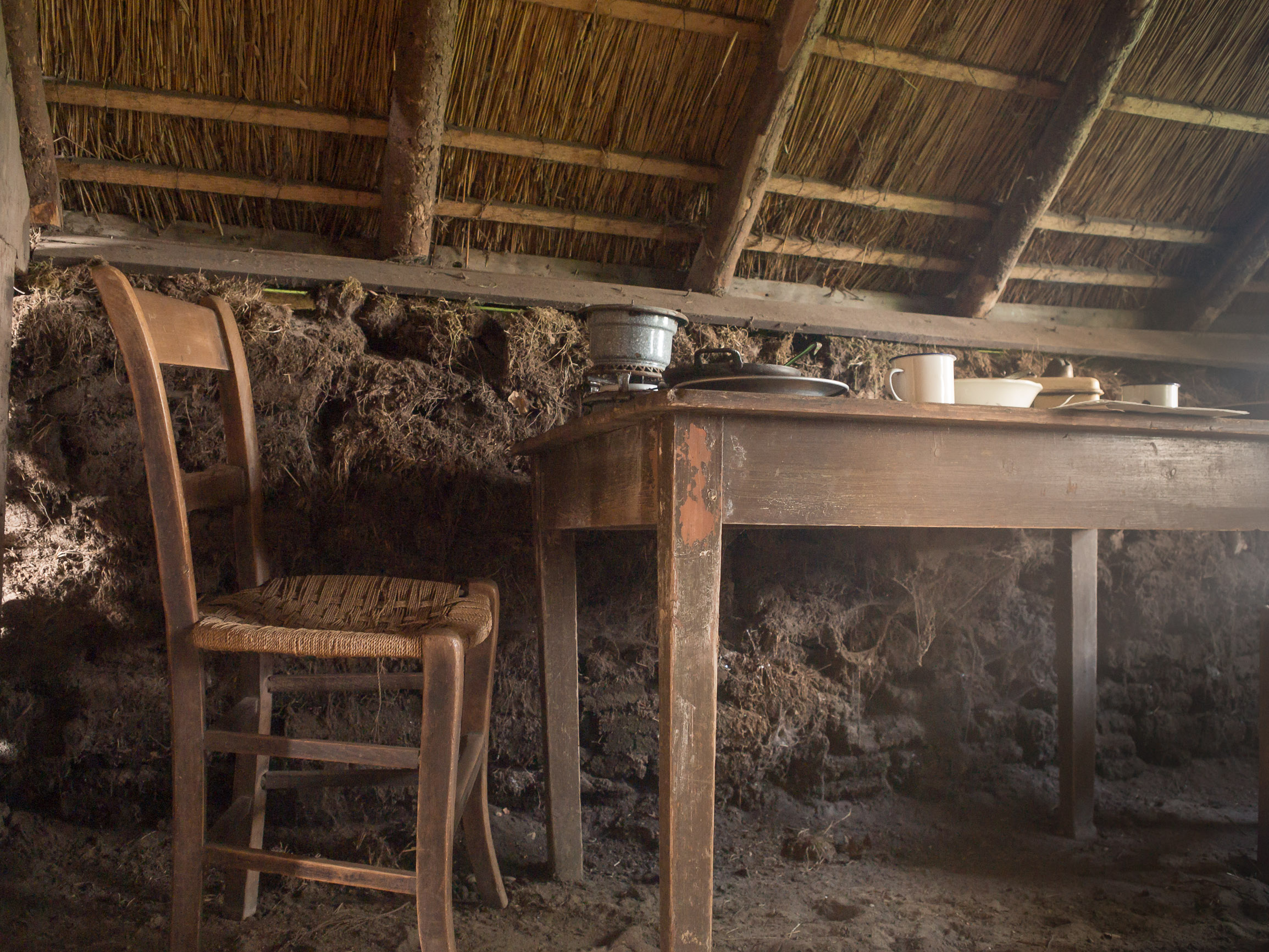
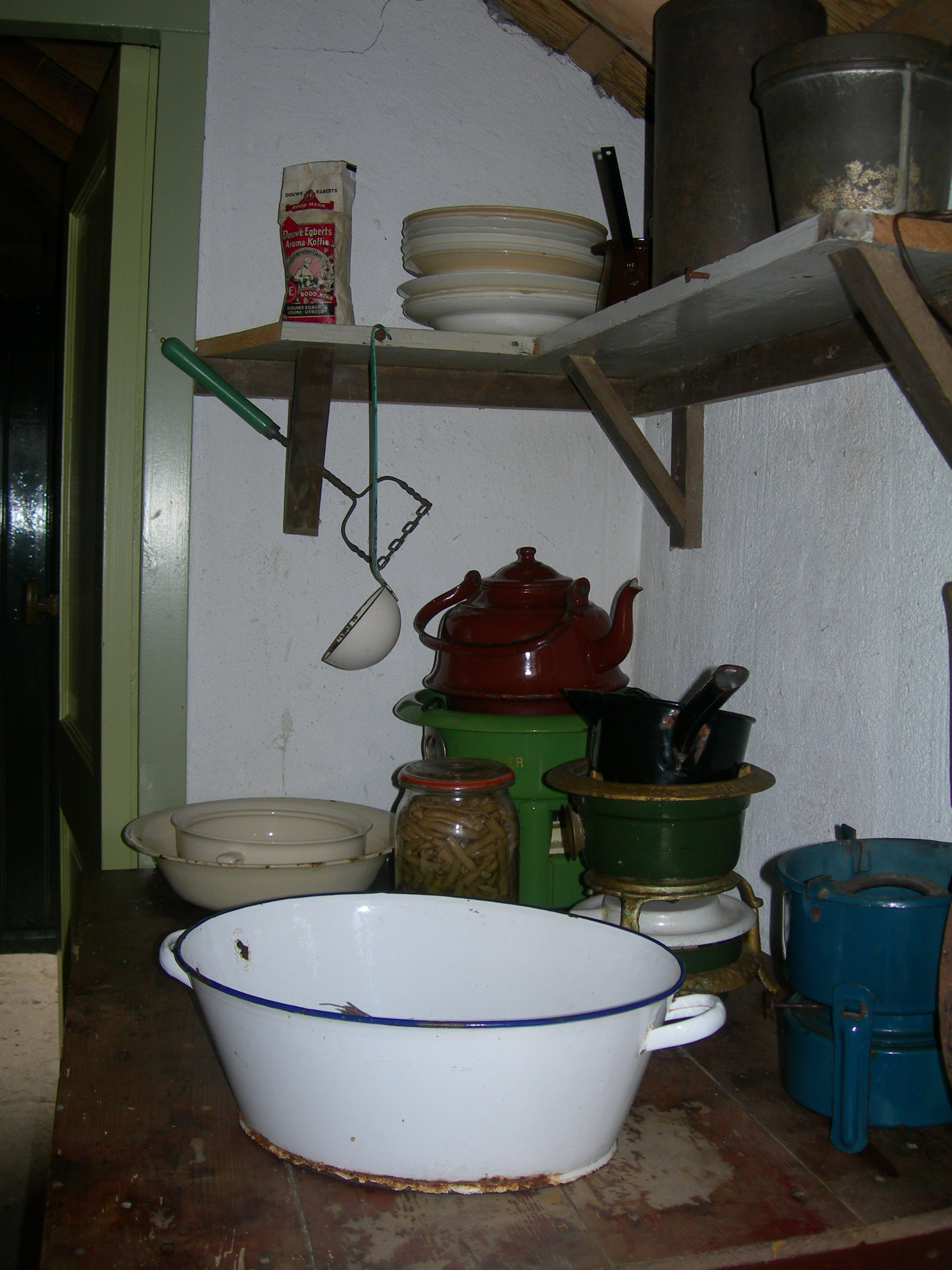